# Netsuzou Trap: NTR
Netsuzou Trap: NTR (jap. 捏造トラップ-NTR- Netsuzō torappu -NTR-) – manga autorstwa Kodamy Naoko, publikowana na łamach magazynu „Comic Yuri Hime” wydawnictwa Ichijinsha od listopada 2014 do grudnia 2017. Na jej podstawie studio Creators in Pack wyprodukowało serial anime, który emitowano od lipca do września 2017.

## Fabuła
Historia opowiada o dwóch nastolatkach, Yumie i Hotaru, które przyjaźnią się od dzieciństwa. W liceum obie zdobywają chłopaków, jednak Yuma nigdy nie była wcześniej w związku i nie wie jak powinna się zachowywać. Z pomocą przychodzi jej bardziej doświadczona Hotaru, która proponuje jej „próbny pocałunek”. Od tego dnia dziewczyny zaczynają rozwijać romantyczne uczucia do siebie, co powoduje, że potajemnie umawiają się ze sobą, ukrywając swój związek przed własnymi chłopakami.

## Bohaterowie
- Yuma Okazaki (jap. 岡崎由真 Okazaki Yuma)

Seiyū: Ai Kakuma 
- Hotaru Mizushina (jap. 水科蛍 Mizushina Hotaru)

Seiyū: Hiromi Igarashi 
- Takeda (jap. 武田)

Seiyū: Ryōta Ōsaka 
- Fujiwara (jap. 藤原)

Seiyū: Daisuke Ono 

## Manga
Seria ukazywała się w magazynie „Comic Yuri Hime” od 18 listopada 2014 do 18 grudnia 2017. Została zebrana w 6 tankōbonach, wydanych między 18 czerwca 2015 a 18 stycznia 2018.
| Nr | Data wydania (język japoński) | ISBN (język japoński)  |
| -- | ----------------------------- | ---------------------- |
| 1  | 18 czerwca 2015               | ISBN 978-4-758-07433-9 |
| 2  | 18 marca 2016                 | ISBN 978-4-758-07528-2 |
| 3  | 18 listopada 2016             | ISBN 978-4-758-07615-9 |
| 4  | 18 kwietnia 2017              | ISBN 978-4-758-07659-3 |
| 5  | 18 lipca 2017                 | ISBN 978-4-758-07709-5 |
| 6  | 18 stycznia 2018              | ISBN 978-4-758-07770-5 |

## Anime
Adaptacja w postaci telewizyjnego serialu anime została wyprodukowana przez studio Creators in Pack i wyreżyserowana przez Hisayoshiego Hirasawę. Scenariusz napisali Words in Stereo i Yūichi Uchibori, a projekty postaci przygotował Masaru Kawashima. Seria była emitowana w Japonii między 5 lipca a 20 września 2017. Motywem otwierającym jest „Blue Bud Blue” autorstwa Haruki Tōjō, kończącym zaś „Virginal lily” w wykonaniu Akiry Aikase. Prawa do streamingu serii nabył Crunchyroll.